# Destiny Deaconová

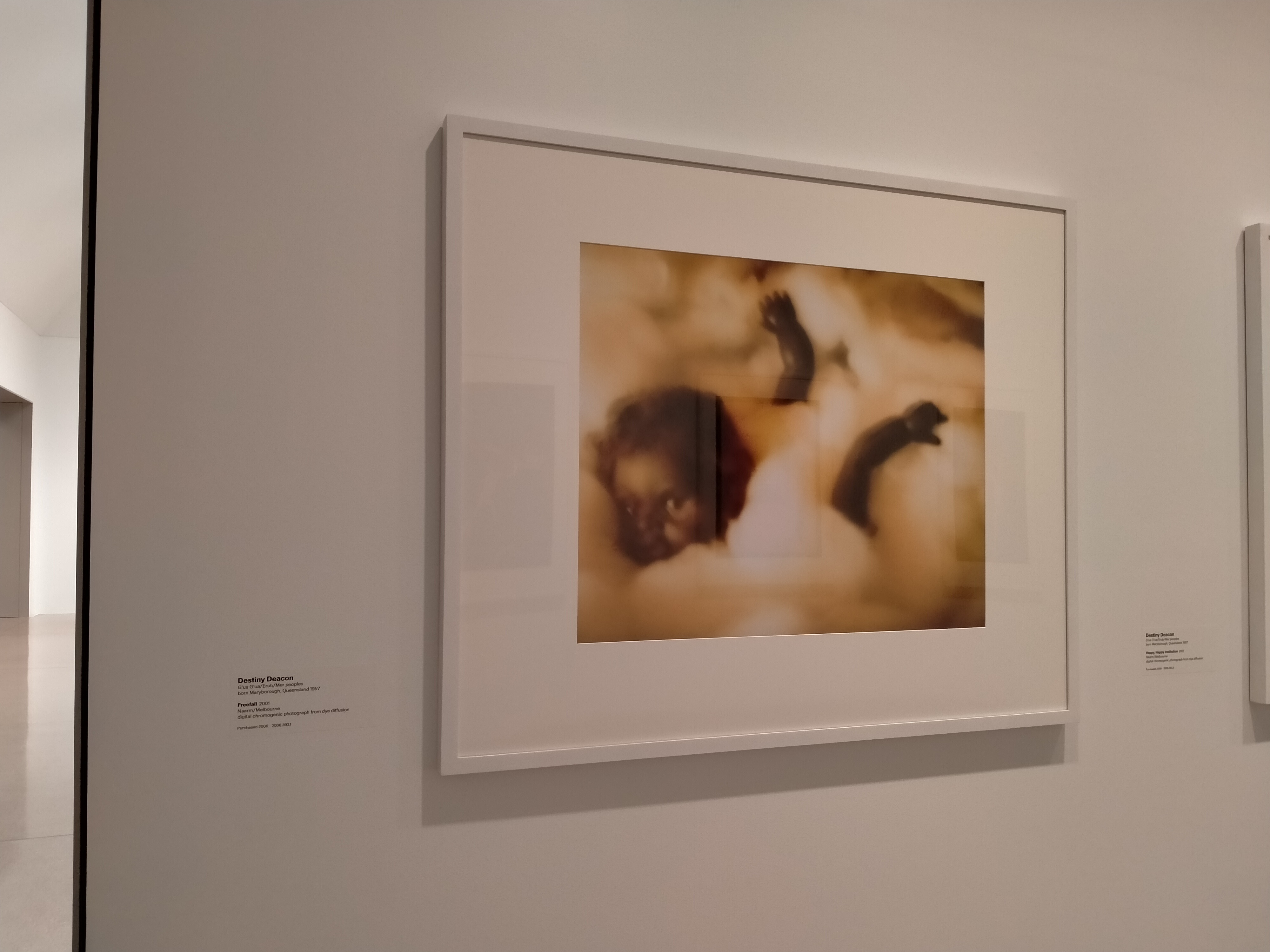
Volný pád (2001), Národní muzeum Austrálie, Canberra, 2023

Destiny Deaconová (nepřechýleně Destiny Deacon; 1957 – 24. května 2024) byla domorodá australská fotografka a mediální umělkyně zaměřující se na domorodé kultury v Queenslandu. Vystavovala fotografie a filmy po celé Austrálii i v zahraničí, přičemž se zaměřovala na politiku a odhalovala znevažování domorodých australských kultur. Zasloužila se o to, že zavedla termín „Blak“ pro současné umění, kulturu a historii domorodých Australanů.

## Raný život
Deaconová se narodila v roce 1957 v Maryborough, Queensland, jako členka národa K'ua K'ua/Kuku z Dálného severu Queensland (Kuku Yalanji ?) a Erub/Mer (Ostrov Torres Strait).
Deaconová se v roce 1959 přestěhovala do Port Melbourne, Victoria, se svou matkou Eleanor Hardingovou, poté provdanou za otce Destiny, dělníka na přístavišti a unionistu Warrena Deacona. Brzy poté se rodiče Deaconové rozešli a ona a její sourozenci byli vychováni svou matkou za pomocí blízké domorodé komunity. Deaconová a její rodina žili na různých předměstích Melbourne, včetně provizního bydlení, které, i když bylo často v tvrdých podmínkách, jí otevřelo oči do úplně jiného světa.
Zájem Deaconové o fotografii začal ve velmi raném věku. Nicméně místo fotografie se Deaconová rozhodla pro univerzitu a studovat politiku, obor, o který se její matka velmi zajímala a byla v něm aktivní, a byla zapojena do United Council of Aboriginal Women. Poté, co navštěvovala University of Melbourne a dokončila bakalářský program v politice a získala diplom v oboru učitelství na La Trobe University, se Deaconová nejprve stala učitelkou historie v různých komunitách a středních školách v okolí Victorie a poté se stala učitelkou a lektorkou australského psaní a kultury a kulturní produkce domorodců a ostrovanů Torres Strait na Melbourne University.
Až v roce 1990 po vystoupení v komunitním rádiu pro 3CR se rozhodla přejít k profesionální fotografii poté, co uspořádala výstavu s několika přáteli.

## Umělecký vývoj
Před svým vstupem do profesionální fotografie se Deaconová spřátelila s domorodým aktivistou Charlesem Perkinsem, který pracoval v Canberry jako školitel zaměstnanců. Její silný zájem o politiku ji přivedl k tomu, že se stala jedním z jeho „Andělů“, což byl začátek jejího uměleckého snažení.
S využitím toho, co se naučila o politice prostřednictvím Perkinse, „andělů“, a své výchovy, začala Deaconová fotografovat svou kulturu pomocí svých obchodních značek „černých panáků“ a dalších kýčových předmětů jako rekvizit k odhalení rasismu v Austrálii.

## Estetika
Deaconová řekl v rozhovoru zveřejněném na Sydney Biennale 2000: "Fotografie je vynálezem bílých lidí. Spousta věcí se zdá být opravdu technických, například fotoaparát, temná komora. Začala jsem fotit, protože to neumím namalovat... A pak jsem zjistila, že je to dobrý způsob, jak vyjádřit některé pocity, které se skrývají uvnitř."
Deaconová pracovala napříč spektrem různých médií včetně fotografie, videa, instalace a performance, ale nejvýraznější bylo její používání panenek k předání svého poselství o rasismu, který v Austrálii existuje. Fotografie Deaconové polarizovala populární anglickou kulturu proti domorodé existenci, vytvářela satirické obrázky s použitím domorodých snímků, nacházela předměty, členy rodiny a přátele ve velmi podivných scénářích.
V sérii Oz (1998) Deaconová začlenila kýčovité panenky Koori a ukázala, že konstrukce identity je stará hra, kterou mohla hrát i ona. Pomocí Čaroděje ze země Oz jako výchozího bodu pro svou novou prezentaci kultury a identity domorodců poznala beletrizaci historie, identity a národnosti v minulosti Austrálie – připomenutí toho, že věci nejsou vždy takové, jaké se zdají, ani takové, jací jsme byli my - donuceni věřit, že historie se píše hodně podobně jako příběh. 
Deaconová údajně vytvořila termín „ Blak“ jako odkaz na domorodou australskou kulturu v roce 1991 v sérii Blak lik mi, která byla vystavena v 'Lisa Bellear, Brenda Croft a Destiny Deacon: Kudjeris' v Boomalli Aboriginal Artists Co-operative, Sydney. Tato fráze odkazovala na knihu Black Like Me z roku 1961 od bílého amerického novináře Johna Howarda Griffina, popisující jeho cestu po americkém jihu v letech 1959-60 v přestrojení za Afroameričana v době rasové segregace. Název jeho knihy byl převzat z básně afroamerického autora Langstona Hughese Snové variace. Deaconová prohlásila, že odstranila 'c' ze slova 'black' jako formu odporu vůči rasovým urážkám vyjádřeným vůči lidem barevné pleti.
Také se předpokládá, že Deaconová používala termín, který si možná přivlastnila z amerického hip hopu nebo rapu, se záměrem, že „znovuzíská historické, reprezentativní, symbolické, stereotypní a romantizované představy o černé nebo černotě“ a vyjadřování zpět moc a kontrolu ve společnosti, která nedává domorodým národům mnoho příležitostí k sebeurčení jako jednotlivci a komunity. Sama Deaconová řekla, že „přebírá jazyk ‚kolonizátorů‘ a převrací ho na hlavu“, jako výraz autentické městské domorodé identity.
Cyklus Kde je Mickey? (2003) ukazuje velký rozdíl mezi tím, jak jsou domorodí lidé vnímáni bílou australskou populací, a realitou života její rodiny a přátel. Deaconová o své práci řekla, že "Humor jde hluboko. Chtěla bych si myslet, že ve všem je smích i slza".

## Dílo a výstavy

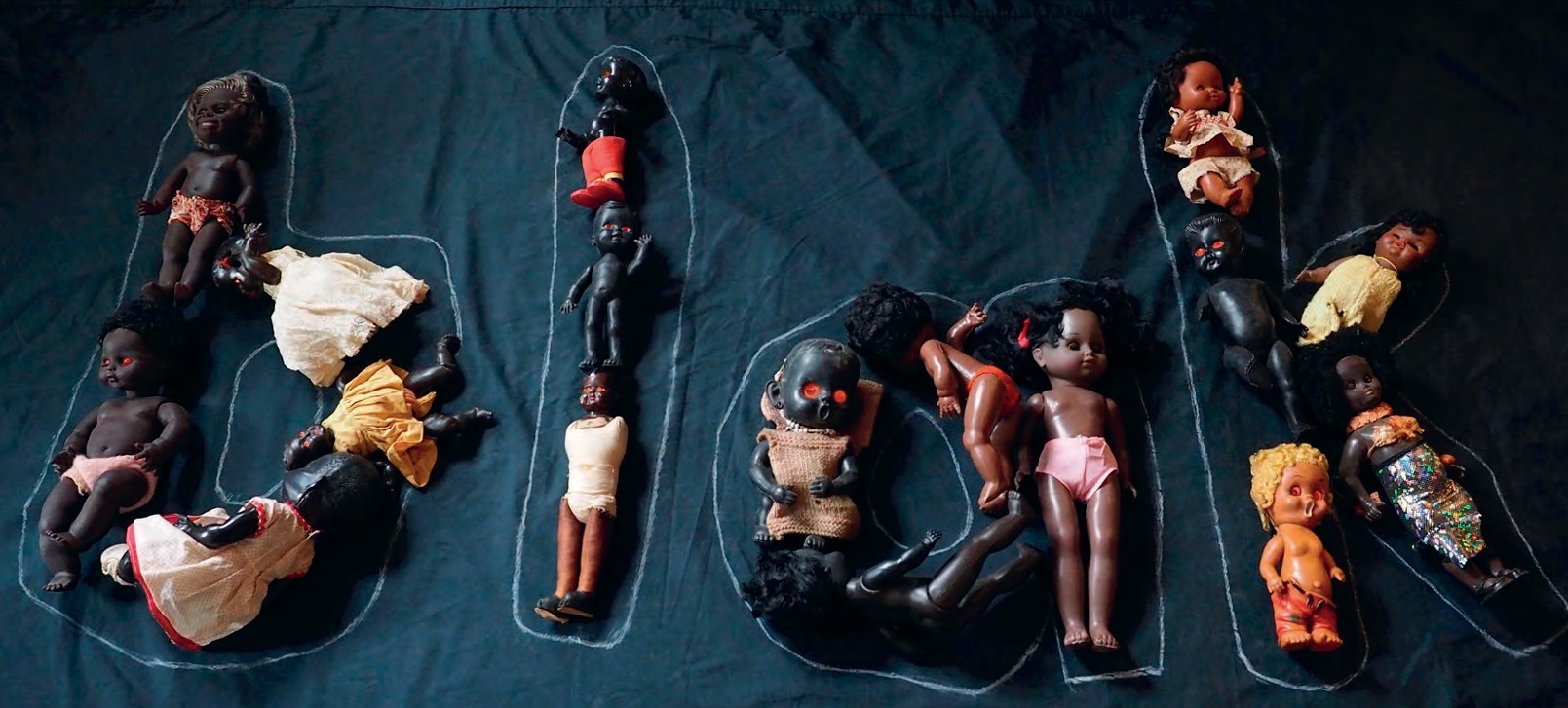
Fotografie vystavená na australském velvyslanectví v Paříži v rámci výstavy, která probíhala od 4. května do 2. září 2022.

Rané video dílo neslo název „Home video“ (1987). První výstava Deaconové „Pitcha Mi Koori“, byla součástí Melbourne Fringe Festivalu a v roce 1991 byla její práce zařazena na výstavu domorodých žen v Art Gallery of New South Wales v Sydney. Její první samostatná výstava Caste Offs se konala v roce 1993 v Australském centru fotografie v Sydney. Dílo Deaconové začalo být zahrnováno do skupinových výstav v roce 1994, včetně Blakness: Blak City Culture! v Australian Center for Contemporary Art v Melbourne, True Colours: Aboriginal and Torres Strait Islander Artists Raise the Flag v Bluecoat Gallery, Liverpool, UK ; South London Gallery, Londýn; Městská galerie, Leicester a v Austrálii. „Welcome to My Koori World“ (video, 1992)  byl promítán v Muzeu moderního umění v New Yorku v pořadu An Eccentric Orbit: Video Art in Australia, který také převzala televize ABC pro seriál Blackout.
V roce 1998 Deaconová zkoumala život své matky tím, že fotografovala její rodinu na ostrovech Torres Strait Islands po její smrti před dvěma lety a zdokumentovala to v pořadu nazvaném Pohlednice od mumie, tato cesta jí „umožnila vyrovnat se se ztrátou své matky a důležitostí. historie, paměti a místa k identifikaci“.
Dílo Deaconové bylo prezentováno na mnoha místních a mezinárodních výstavách, jako je Perspecta (1993, 1999), Havana Biennial (1994), Johannesburg Biennale (1995), Brisbane's Asia-Pacific Triennial of Contemporary Art (1996), Melbourne International Biennial (1999), Bienále v Sydney (2000), Trienále v Jokohamě (2001), Das Lied von der Erde (2001) nebo documenta 11 (2002).
Walk & don't look blak byla první velká retrospektiva Deaconové, která se konala v Muzeu současného umění v Sydney v roce 2004 a zahrnovala posledních 14 let její práce a praxe. Odtud putovala do Muzea umění Iana Pottera na Melbourne University, Adam Art Gallery a Wellington City Gallery ve Wellingtonu na Novém Zélandu, Kulturního centra Tjibao v Noumea na Nové Kaledonii a Tokijského Metropolitního muzea fotografie v Japonsku. Pro rok 2004: Australian Culture Now v The Australian Center for the Moving Image v Melbourne byla Deaconová pověřena natočit film pro program Neighbors (remix).
V roce 2020 uspořádala National Gallery of Victoria retrospektivní výstavu jejích prací, první po 15 letech, kurátorem byl domorodý kurátor Myles Russell-Cook, nazvaná DESTINY. Otevření galerie bylo naplánováno od 27. března do 9. srpna 2020, ale kvůli pandemii COVID-19 v Austrálii bylo odloženo Russell-Cook také upravil mamutí monografii Destiny oslavující její umění a život.
V roce 2022 byla Destiny Deaconové udělena medaile stého výročí a čestné společenstvo Královské fotografické společnosti.

## Smrt
Deaconová zemřela v Melbourne 24. května 2024 ve věku 67 let.